# Andriana
Andriana ist sowohl der Name einer adligen Kaste, als auch ein Adelstitel in Madagaskar. Viele ethnische madegassische Gruppen lebten in höchstdifferenzierten Kastensystemen. Die Andriana stellten darin die politischen und spirituellen Anführer. Bei den Merina im zentralen Hochland von Madagaskar wird die Entstehung dieser Kaste mit einem Gesetz von König Andriamanelo im 16. Jahrhundert in Verbindung gebracht. Später wurde diese Kaste durch König Ralambo in vier Unterkasten eingeteilt und danach von Andriamasinavalona auf sechs Unterkasten erweitert.
Die Bezeichnung „Andriana“ für eine adlige Person ist in mehreren madegassischen Stämmen verbreitet, unter anderem bei den Zafiraminia, den Merina, den Betsileo, den Betsimisaraka, den Tsimihety, den Bezanozano, den Antambahoaka und den Antemoro. Andriana war häufig auch Namensteil der madegassischen Könige, Fürsten und Adligen. Linguistisch wird die Bezeichnung meist auf einen alten javanischen Adelstitel zurückgeführt.
Unter den Andriana standen die Kasten der Hova (Freien) und Andevo (Sklaven).

## Etymologie
Eine plausible Herleitung des Titels führt ihn auf das alte javanische Rahadyan (Ra-hady-an), „hady“ bedeutet „Herr“ oder „Meister.“ Im Malagasy sei der Begriff zunächst zu Rohandryan und später zu Roandriana geworden, wo er vor allem im Südosten der Insel bei den Stämmen der Zafiraminia, Antemoro und Antambahoaka verwendet wurde. Im zentralen Hochland, bei den Merina, Betsileo, Bezanozano, und Sihanaka, wurde der Titel zu Randryan und Randriana oder andriana.
Andere Etymologien schlagen Beziehungen zu Sanskrit: ārya (="Edler"); raja (="Herrscher, Fürst, König"); kshatriya (="Adlige Kaste"); zum malaiischen satrian (= „Ritter“, „Krieger“); zum modernen javanischen „raden“; oder sogar zum Hebräischen adri. Diese Herleitungen lassen sich jedoch nicht belegen.
In Madagaskar wurde der Name von Königen, Fürsten oder Adligen oft aus einer Verbindung des Titels „Andriana“, als Präfix, mit dem Rest des Namens gebildet. Der Name von König Andrianampoinimerina ist beispielsweise ein Kompositum aus „Andriana“ und „Nampoinimerina“. Auch der berühmte Krieger der Sakalava „Andriamisara“ hat seinen Namen gebildet aus „Andriana“ und „Misara“.
In Madagaskar sind Namen mit dem Präfix „Andria“ heute weit verbreitet. Allerdings gibt dies keine Hinweise auf die Herkunft, da Eltern keine Beschränkungen bei der Namenswahl haben und zusätzlich auch der Familienname frei gewählt werden kann. Nach dem Ende der Monarchie in Imerina, gaben viele Eltern Namen mit dem Präfix, ohne über Beziehungen zur alten Aristokratie zu verfügen.

## Unter-Kasten
König Andriamanelo wird die Einführung der Kaste der „Andriana“ zugeschrieben. Sein Sohn Ralambo schuf vier Unterteilungen:
- Andriantompokoindrindra, der älteste Sohn von Ralambo und dessen direkte Nachkommen.
- Zanadralambo amin’Andrianjaka, die anderen Söhne Ralambos.
- Andrianamboninolona, der Onkel von Ralambo und dessen direkte Nachkommen.
- Andriandranando, der Großonkel von Ralambo und dessen direkte Nachkommen.

Später führte König Andriamasinavalona (1675–1710) noch zwei weitere Kasten ein, so dass 6 Kasten entstanden. Und König Andrianampoinimerina (1778–1810) erweiterte diese auf sieben:
- Zazamarolahy (Marolahy): Direkte männliche Nachkommen des Königs. Aus diesen Zanakandriana wurde der nächste König gewählt.
- Andriamasinavalona: Abkömmlinge der vier Söhne von Andriamasinavalona, die jedoch keinen Anspruch auf die vier Lehen von Imerina hatten, nachdem der König das Reich in vier Lehen unterteilt und vier Söhne damit belehnt hatte.
- Andriantompokondrindra: Abkömmlinge von Andriantompokoindrindra, dem ältesten Sohn von Ralambo.
- Andrianamboninolona („Fürsten über dem Volk“) oder Zanakambony („Söhne Darüber“): Abkömmlinge der Teilnehmer bei der Eroberung von Antananarivo (Kampfgefährten von Andrianjaka).[10]
- Andriandranando (Zafinadriandranando): Abkömmlinge des Onkels von Ralambo.
- Zanadralambo amin’Andrianjaka: Abkömmlinge der weiteren Kinder von Ralambo.

Die Andriantompokoindrindra gehören zum ältesten Zweig des Königshauses und transportieren entsprechende Traditionen. Daher gibt es auch die Vorstellung, dass sie einst die Herrschaft wieder übernehmen. Die Andrianamboninolona, die Andriandranando und die Zanadralambo amin’Andrianjaka werden oft unter der Bezeichnung Andrianteloray zusammengefasst.

## Traditionen
In vorkolonialer Zeit genossen die Andriana viele Privilegien. So war Landbesitz ausschließlich Angehörigen der Andriana erlaubt. Sie waren im Besitz von Lehen, so genannten Menakely. Die Bewohner dieser Gebiete schuldeten ihrem Herrn und dem König eine bestimmte Zeit an Frondienst (Fanompoana), der für die Anlage von Deichen, Reisfeldern, Straßen und Stadtbefestigungen genutzt wurde. Auch Regierungsposten wurden je nach Rang vergeben.
Die Valiha, das Nationalinstrument von Madagaskar, war ursprünglich ein Instrument des Volkes, wurde aber im 19. Jahrhundert zu einem Kennzeichen der Adligen. In den Palästen, wie dem Ambohimanga oder dem Rova wurden regelrechte Wettbewerbe ausgetragen. Die Seiten des Instruments ließen sich mit langen Fingernägeln leichter zupfen und so wurden auch die langen Fingernägel zu einem Symbol der Andriana.
Zudem war es nur den Andriana erlaubt, ihre Grabstätten in den Gemarkungen der Städte zu errichten und die höchsten Kasten durften ihre Gräber durch ein Grabgebäude, Trano Masina („Heiliges Haus“, König) bzw. Trano Manara („Kaltes Haus“, Zanakandriana, Zazamarolahy und Andriamasinavalona), markieren. Hovas (Freie Männer) und Sklaven mussten ihre Toten außerhalb der Stadtmauern beisetzen. Diese Tradition wird mit König Andriantompokoindrindra in Verbindung gebracht, der Befehl gab, das erste Trano Masina zu seinen Ehren zu errichten.
Andriana waren aber auch verschiedenen Beschränkungen unterworfen. Die Heirat außerhalb der Kaste war verboten, eine Frau aus einer höheren Kaste, die einen rangniedrigeren Mann heiratete, würde den Rang ihres Mannes annehmen. Die umgekehrte Situation würde zwar den Mann nicht um seinen Rang bringen, er verlor jedoch dadurch sein Recht, seinen Rang und seinen Besitz an seine Kinder weiterzugeben. Aus diesen Gründen blieb eine Heirat über die Kastengrenzen hinweg eine Seltenheit.

## Rolle im postkolonialen Madagaskar
Die Andriana spielten eine wichtige Rolle bei der Durchsetzung der Unabhängigkeit von Madagaskar. Joseph Raseta (1886–1979), ein Nationalist und Abgeordneter, gehörte beispielsweise zu den Andriamasinavalona. Die geheime nationalistische Organisation V.V.S. (Vy Vato Sakelika) setzte sich aus Intellektuellen der Andriana zusammen und 1968 zeigte eine Studie, dass etwa 14 % der Bevölkerung zu den Andriana gehörten.
Auch nach der Unabhängigkeit Madagaskars nahmen Andriana wichtige Funktionen in Politik und kulturellem Leben ein. Ein schwerer Einschnitt war jedoch der Brand des Rova in Antananarivo.
2011 warb der Rat der Könige und Fürsten von Madagaskar um eine Wiederbelebung der christlichen Monarchie, in der Moderne und Tradition verbunden werden sollten.

## Tantara ny Andriana
Wichtige Informationen zu Genealogie und Geschichte sind in dem Tantara ny Andriana eto Madagasikara („Geschichte der Adligen“) von François Callet SJ verzeichnet.

## Andriana Galerie

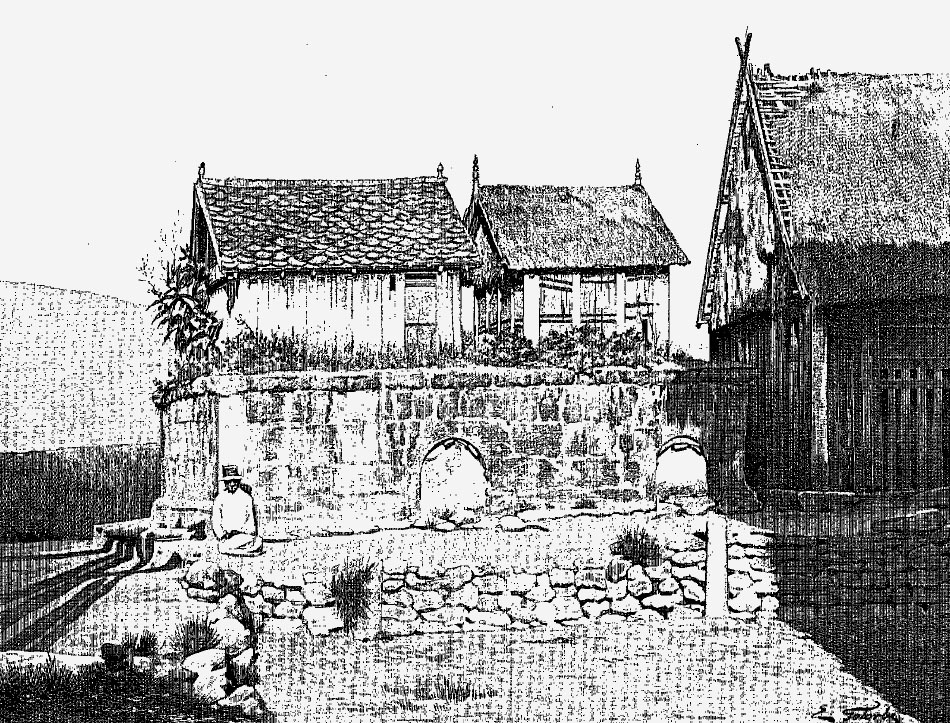
Andriana-Grab mit dem Trano Manara
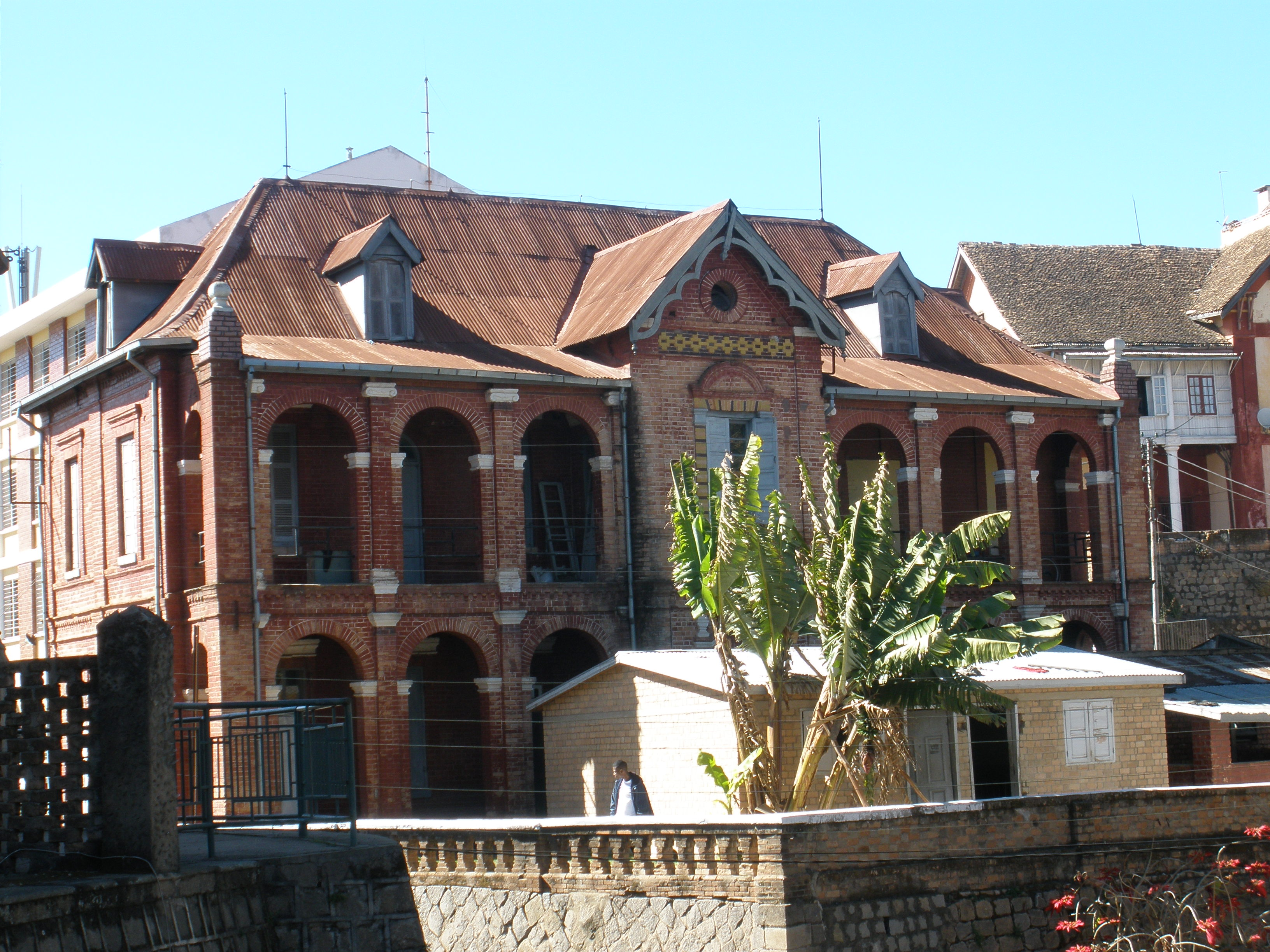
Der Ratsimamanga-Palast in Antananarivo